# Iwanowka (Komi, Prilusski)
Iwanowka (russisch Ивановка) ist eine Derewnja (Dorf) in der russischen Republik Komi. Der Ort gehört zur Landgemeinde Prokopjewka im Prilusski rajon.

## Geographie
Iwanowka liegt etwa 120 Kilometer südlich des Rajonzentrums Objatschewo. Der Gemeindesitz Prokopjewka befindet sich drei Kilometer südöstlich. Die nächste Bahnstation befindet sich in Jurja an der Strecke von Kirow nach Kotlas 35 Kilometer südwestlich.

### Bevölkerungsentwicklung
| Jahr | Einwohner |
| ---- | --------- |
| 1989 | 98        |
| 2002 | 52        |
| 2010 | 29        |

Anmerkung: Volkszählungsdaten